# 2A65 Msta
2A65 'Msta-B' là hệ thống pháo lựu kéo cỡ nòng 152,4 mm do Liên Xô / Nga phát triển và chế tạo từ giữa thập niên 1970. Chữ B là viết tắt của từ tiếng Nga Buksiruyemaya có nghĩa là "kéo".
Pháo nặng 6,8 tấn, có chiều dài 12 mét trong đó nòng dài 7,2 đến 8,13 mét. Nòng pháo có thể chỉnh góc từ -3.5° đến +70°. Tốc độ bắn là 6 - 8 phát/phút. Tầm bắn tối đa với đạn tiêu chuẩn là 24,7 km, với đạn rocket là 28,9 km. Khẩu đội vận hành từ 6 - 11 chiến sĩ. Pháo được kéo bởi xe tải KrAZ-260 6x6 hoặc xe tải Ural 4320 6x6. Pháo bao gồm một cỗ xe bốn bánh đặc biệt và có một tấm chắn bọc thép dốc về phía sau và kéo dài qua các bánh xe. Nó đã được triển khai từ năm 1987 và lần đầu tiên được triển khai bởi lực lượng Liên Xô ở Đông Âu. 2A65 'Msta-B' được thiết kế và chế tạo để bổ sung và thay thế dần cho 2A36 Giatsint-B và các loại pháo lựu 152 mmm cũ hơn nữa trong biên chế pháo binh Nga.
Hiện tại, 2A65 'Msta-B' được sử dụng bởi một số quốc gia vốn thuộc Liên Xô cũ. Nó cũng được Nga viện trợ cho Syria.
Phiên bản tự hành của nó là 2S19 Msta.

## Hình ảnh

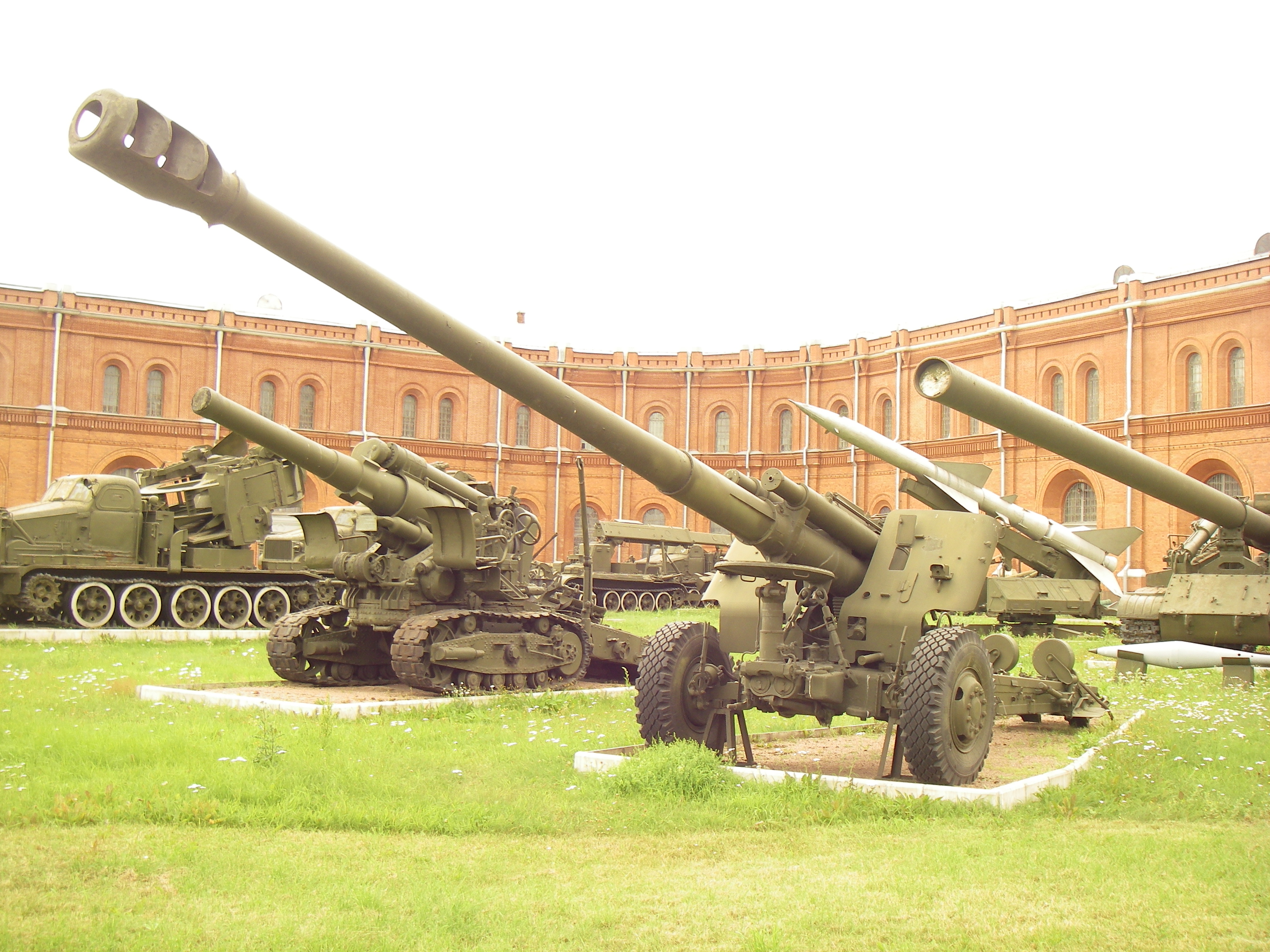
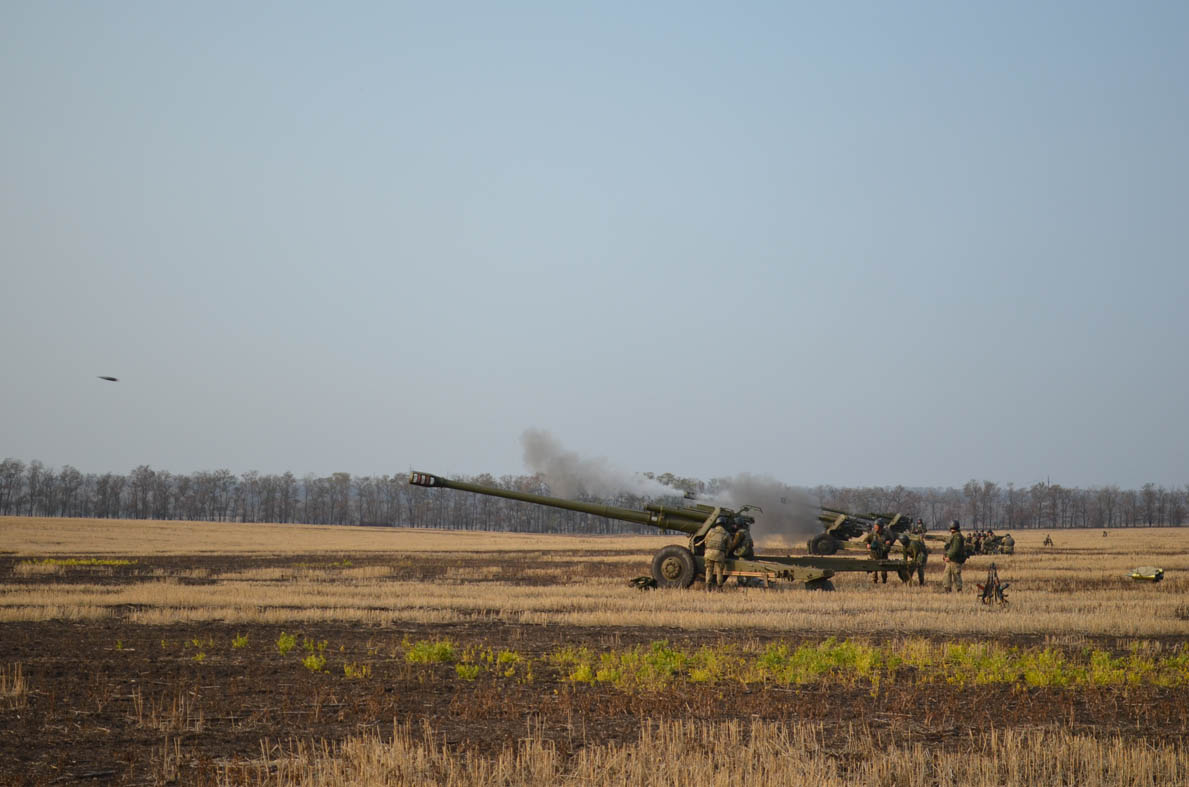
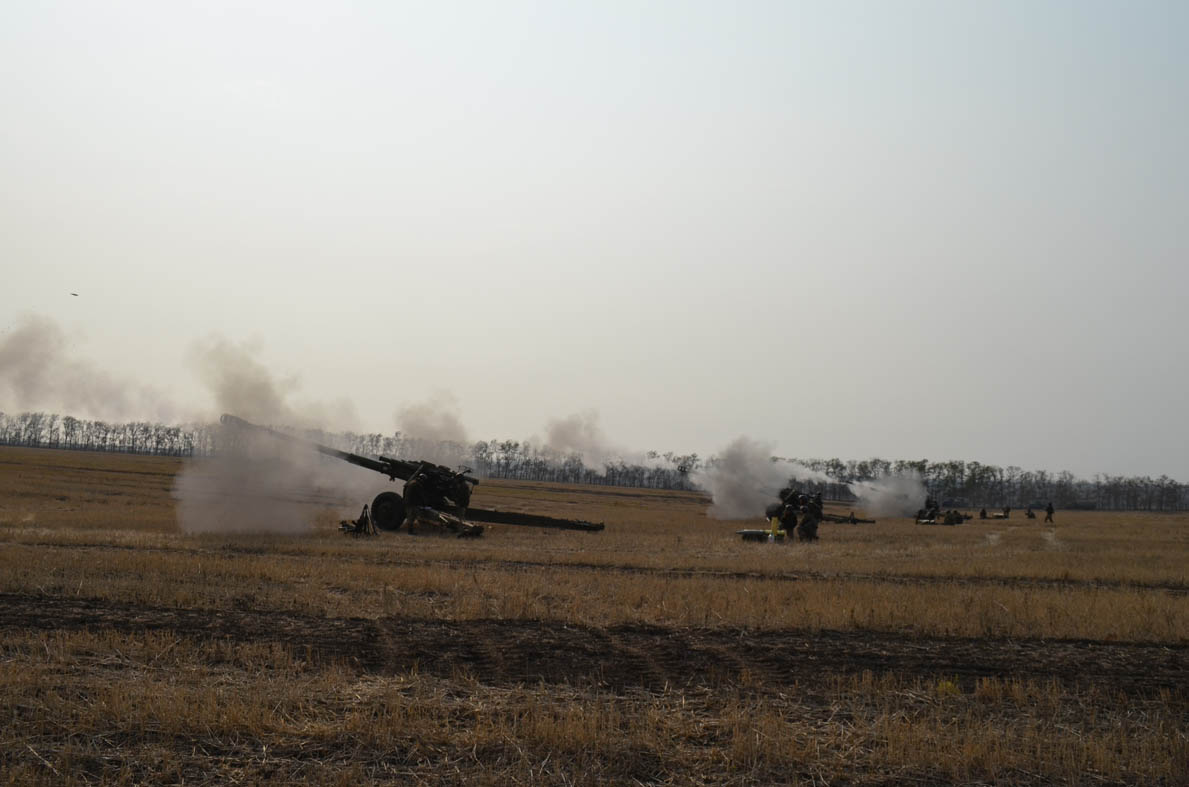
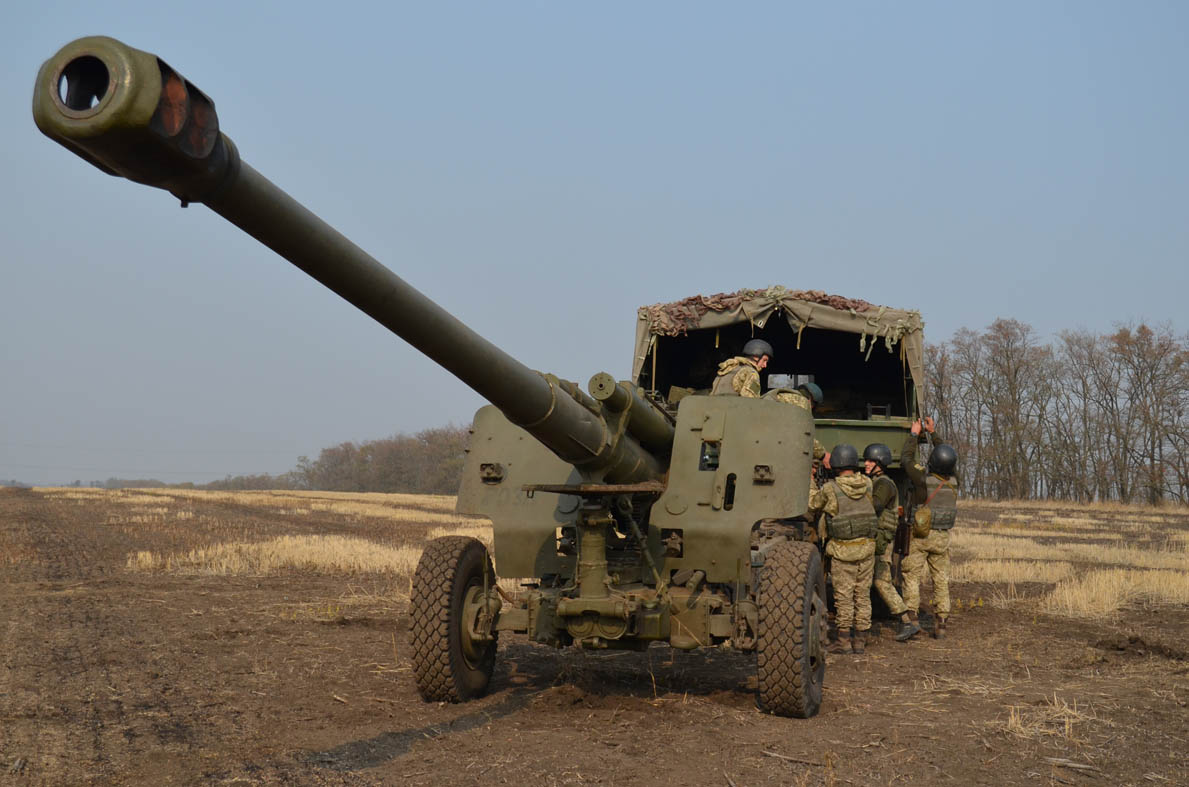
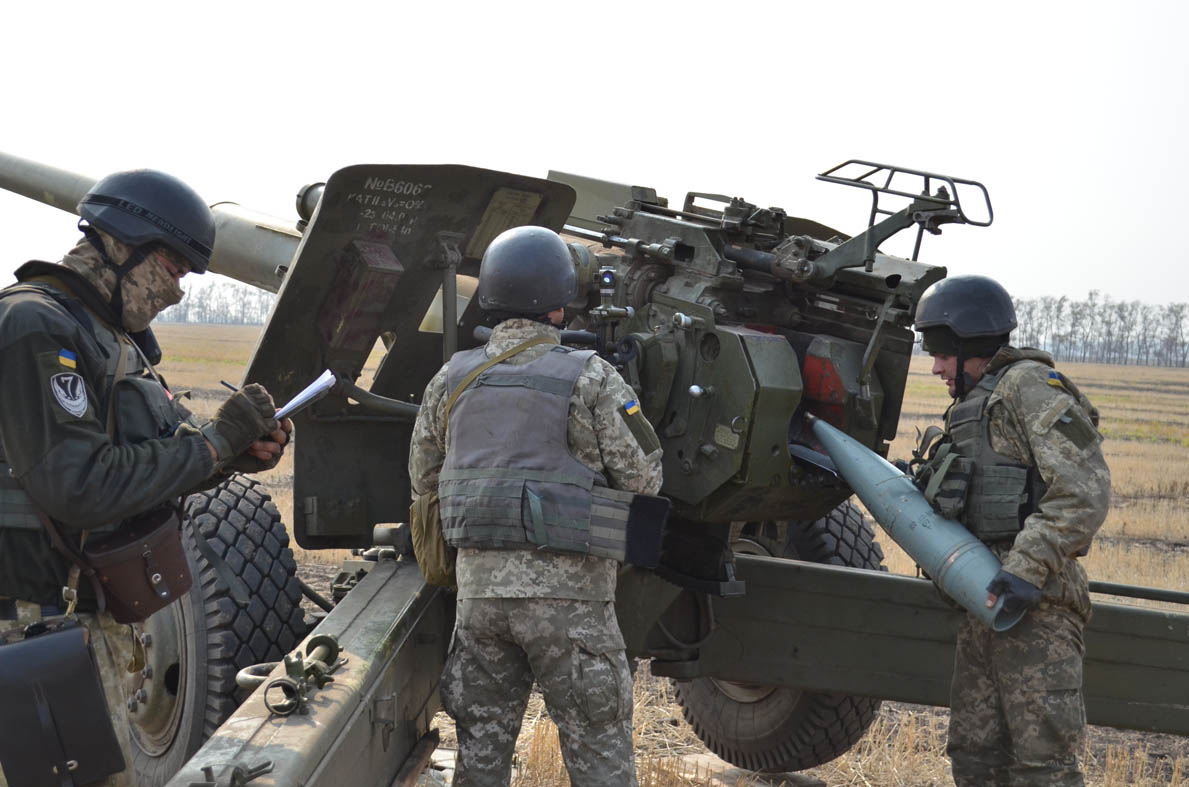
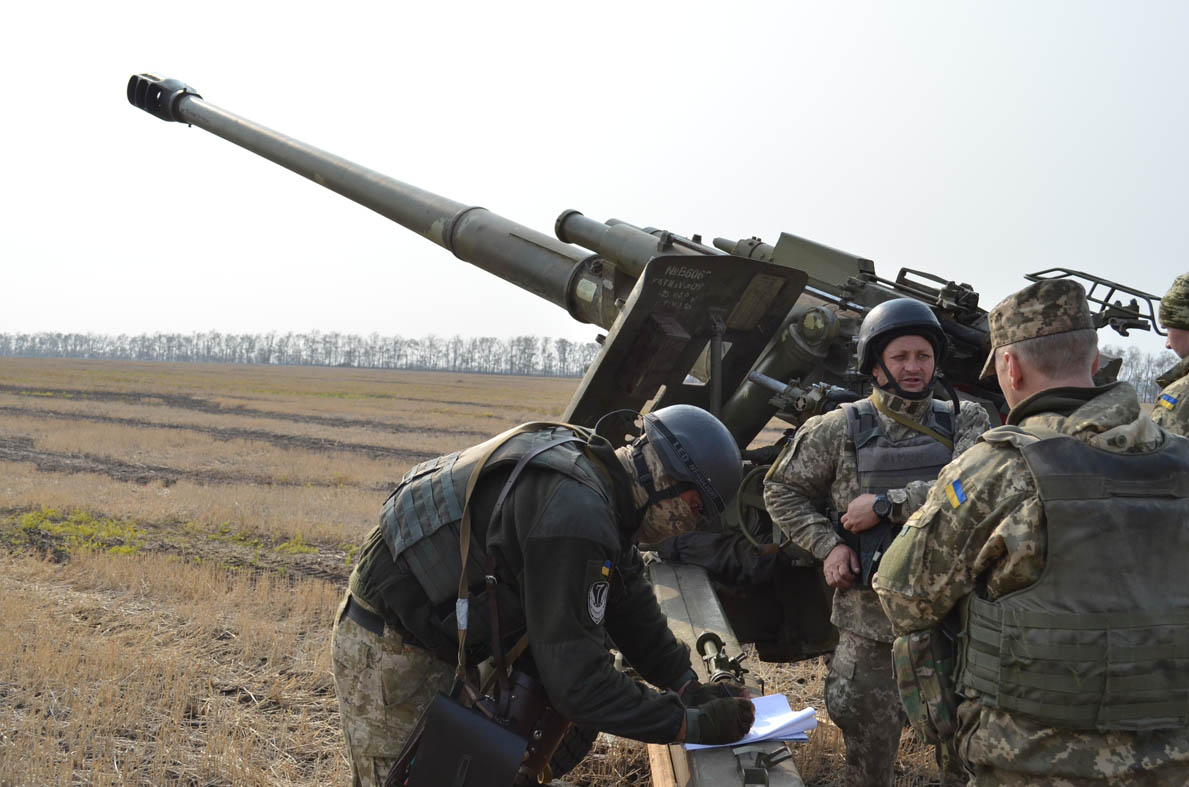
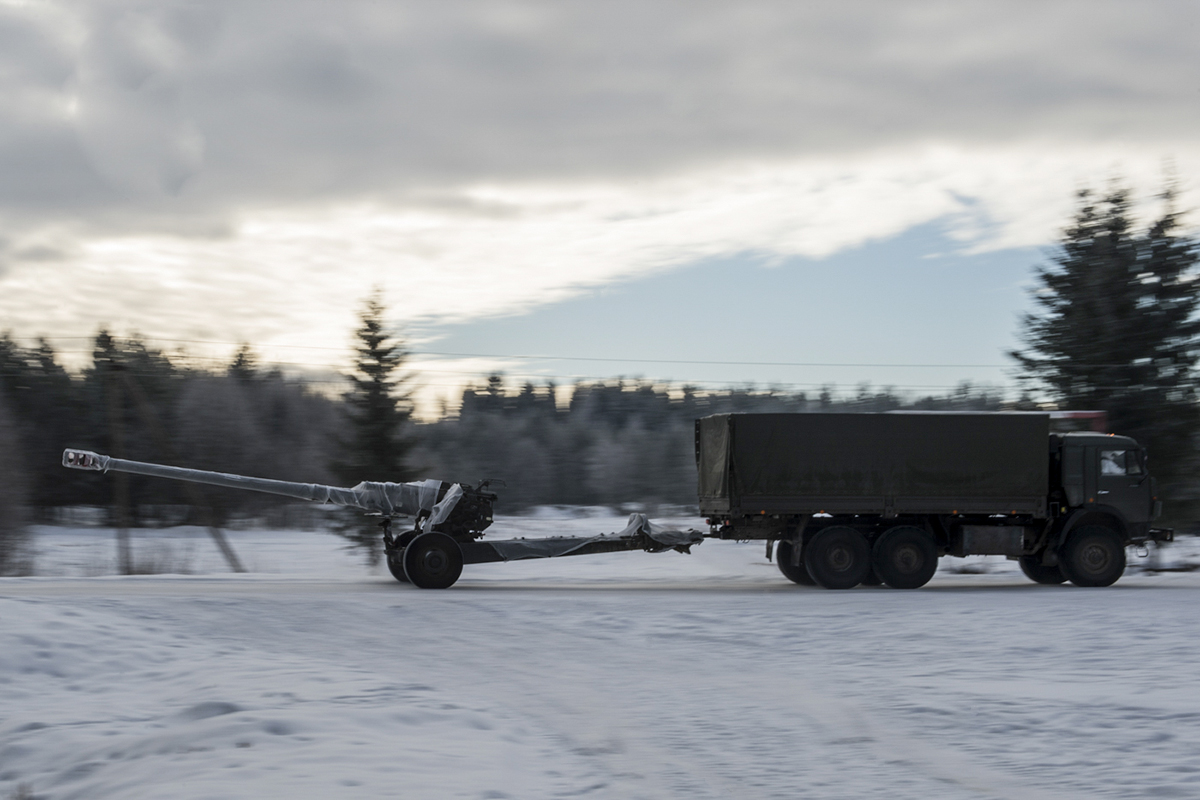